# Малишко Андрій Самійлович
Андрі́й Самі́йлович Мали́шко (1 (14) листопада 1912, Обухів, Київська губернія, Російська імперія — 17 лютого 1970, Київ, Українська РСР) — український поет, перекладач, літературний критик. Батько Валентини Малишко. Депутат Верховної Ради УРСР 3–6-го скликань.

## Життєпис
Народився в сім'ї шевця. Старший брат Андрія — Петро Малишко — став своєрідним народним месником — Робін Гудом, який грабував комуністів і радянських чиновників, але не чіпав простих селян. 1928 року Петра Малишка спіймали, відвезли до Києва, де засудили до страти. Мати Андрія й Петра зверталася з проханням про помилування до голови ВУЦВК Григорія Петровського, але безрезультатно. Пізніше Андрій Малишко сказав про брата: «Якби я писав вірші так, як Петро — ціни б мені не було!» 
Закінчив семирічку в рідному селі, вчився у медичному технікумі, потім — на літературному факультеті Київського інституту народної освіти. В 1932 році закінчив інститут, учителював в Овручі. В 1934–1935 роках служив у Червоній армії.
Після демобілізації переїхав до Харкова і працював журналістом у газеті «Комсомолець України», в «Літературній газеті» та в журналі «Молодий більшовик».
Під час Другої світової війни був військовим кореспондентом у фронтових газетах «Красная Армия», «За честь Батьківщини», і в партизанській газеті «За Радянську Україну».
Після війни працював відповідальним редактором журналу «Дніпро» (1944–1947). Був членом ВКП (б) (від 1943 року).
У 1960-х роках — голова правління Українського громадського відділення Агентства преси «Новини».
Мешкав і працював у Києві в будинку письменників Роліті (у 1954–70) на вул. Леніна (тепер — вул. Б. Хмельницького), 68.
Помер 17 лютого 1970 року. Похований в Києві на Байковому кладовищі.

## Творчість

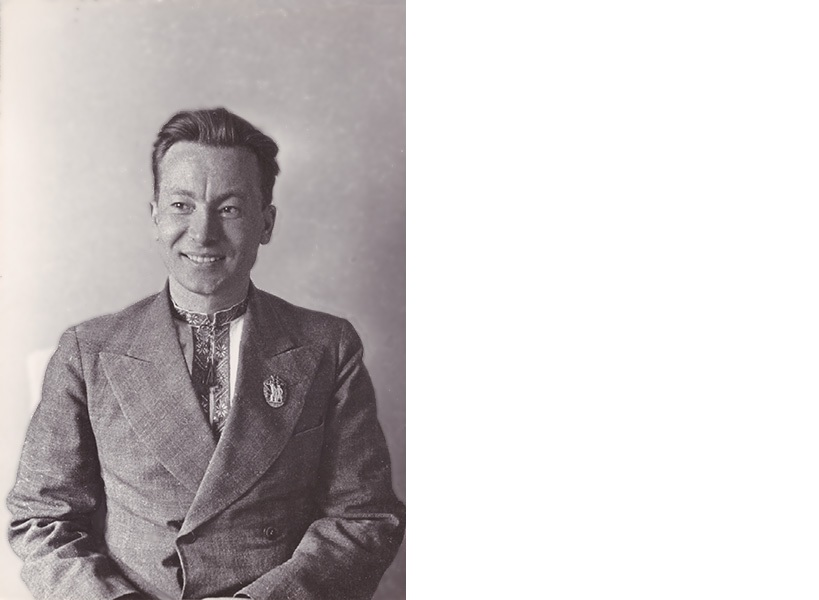
Андрій Малишко

У 1930 р. надрукував перші вірші в журналах «Молодий більшовик» та «Глобус».
Упродовж 1935–1940 років видав збірки: «Батьківщина» (1936), «Лірика», «З книги життя» (1938), «Народження синів» (1939), «Листи червоноармійця Опанаса Байди», «Березень», «Зоревідні», «Жайворонки» (усі — 1940). У цей же період написав поеми «Трипілля» (надруковано лише уривки), «Ярина», «Кармалюк» [Архівовано 16 березня 2015 у Wayback Machine.], «Дума про козака Данила».
У 1941–1944 pp. поет служив військовим кореспондентом де виступав і як поет, і як публіцист; видав сім збірок поезій: «До бою вставайте!» (1941), «Україно моя!» (1942, виходила двічі), «Понад пожари» (1942), «Слово о полку» (1943), «Битва» (1943), «Полонянка» (1944), «Ярославна» (1946). Героїко-трагічний пафос циклу з п'яти віршів «Україно моя!» [Архівовано 16 березня 2015 у Wayback Machine.], написаного 1941 p., передавав щирий особистий біль за рідну землю, віру в її визволення. «Україно моя!» — одне з найяскравіших поетичних явищ років війни.
За поему «Прометей» [Архівовано 16 березня 2015 у Wayback Machine.] Малишко отримав у 1947 р. Сталінську премію. У 1950 р. з'явилась збірка «За синім морем», написана після відвідин поетом Канади та США разом з групою діячів культури. Наступного року він отримав за неї Сталінську премію.
Новий і чи не найпродуктивніший етап у творчості поета починається із середини 50-х pp. У збірці «Що записано мною» (1956) містяться тексти відомих пісень: «Знову цвітуть каштани», «Пісня про Київ» [Архівовано 16 березня 2015 у Wayback Machine.], «Як на дальнім небосхилі»; у збірці «Серце моєї матері» (1959) — «Пісня про рушник» [Архівовано 29 січня 2014 у Wayback Machine.], «Ми підем, де трави похилі»; у збірці «Полудень віку» (1960) — «Вчителька» тощо. У їх озвученні поетові допомагали такі музичні корифеї, як брати Георгій і Платон Майбороди, Лев Ревуцький, Пилип Козицький, Михайло Вериківський, Андрій Штогаренко, Сергій Козак, Олександр Білаш.
Протягом 1961–1970 років вийшли збірки «Листи на світанні» (1961), «Прозорість» (1962), «Дорога під яворами» (1964), «Рута» (1966), «Синій літопис» (1968), «Серпень душі моєї» (1970).

### Кінематографічні роботи
Написав тексти пісень до фільмів: «Щорс» (1939), «Макар Нечай» (1940), «Богдан Хмельницький» (1941), «Роки молодії» (1942), «Щедре літо» (1950), «Долина синіх скель» (1956), «Лілея», «Таврія» (1959), «Чорноморочка» (1959),  «Роки молодії» (1959), «Абітурієнтка» (1973).
Автор сценаріїв кінокартин: «Навіки з російським народом» (1954), «Квітуча Україна» (1961), «Ми з України» (1962).
Йому присвячено науково-популярну стрічку «Андрій Малишко» (1969).

## Премії та нагороди
- 1947 — Сталінська премія за збірку «Лірика» та поему «Прометей».
- 1951 — Сталінська премія за збірку «За синім морем».
- 1964 — Шевченківська премія за збірку «Далекі орбіти».
- 1969 — Державна премія СРСР за збірку «Дорога під яворами».

Нагороджений двома орденами Леніна, орденом Червоного Прапора, орденом Червоної Зірки, орденом «Знак Пошани», а також медалями.

## Вшанування пам'яті
Іменем Андрія Малишка в 1971 році названо вулицю в Дніпровському районі Києва. Також є вулиці А. Малишка у Богуславі, Борисполі, Горлівці, Донецьку, Ковелі, Коломиї, Коростені, Луганську, Обухові, Смілі, Тернополі.
На могилі Андрія Малишка, на Байковому кладовищі у 1973 році було встановлено надгробний пам'ятник з мармуру, роботи скульптора Галини Кальченко.
На фасаді будинку Роліту, де мешкав поет у 1954–70 роках, у 1973 році встановлено бронзову меморіальну дошку (скульптор І. В. Макогон).
У 1991 році в Обухові в будинку, де народився поет, відкрито музей.
Про А. Малишка у 1983 році на кіностудії «Укртелефільм» знятий документальний фільм «Андрій Малишко» (оператори П. Щириця, Т. Щепанкевич).
1982 року засновано літературно-мистецьку премію імені Андрія Малишка.
31 жовтня 2003 року Національний банк України випустив в обіг 2-гривневу пам'ятну монету, присвячену Андрію Малишку.
17 червня 2016 р. в Києві відкрито пам'ятник в парку ім. Андрія Малишка на вулиці Андрія Малишка в Дніпровському районі. Автори — скульптор Роман Захарчук, архітектор Леонід Малий.
У журналі «Перець» № 21 за 1982 рік розміщено дружній шарж А. Арутюнянца, присвячений митцю.

Меморіальна дошка Малишку на будинку письменників Роліт у Києві
Пам'ятник на Байковому кладовищі
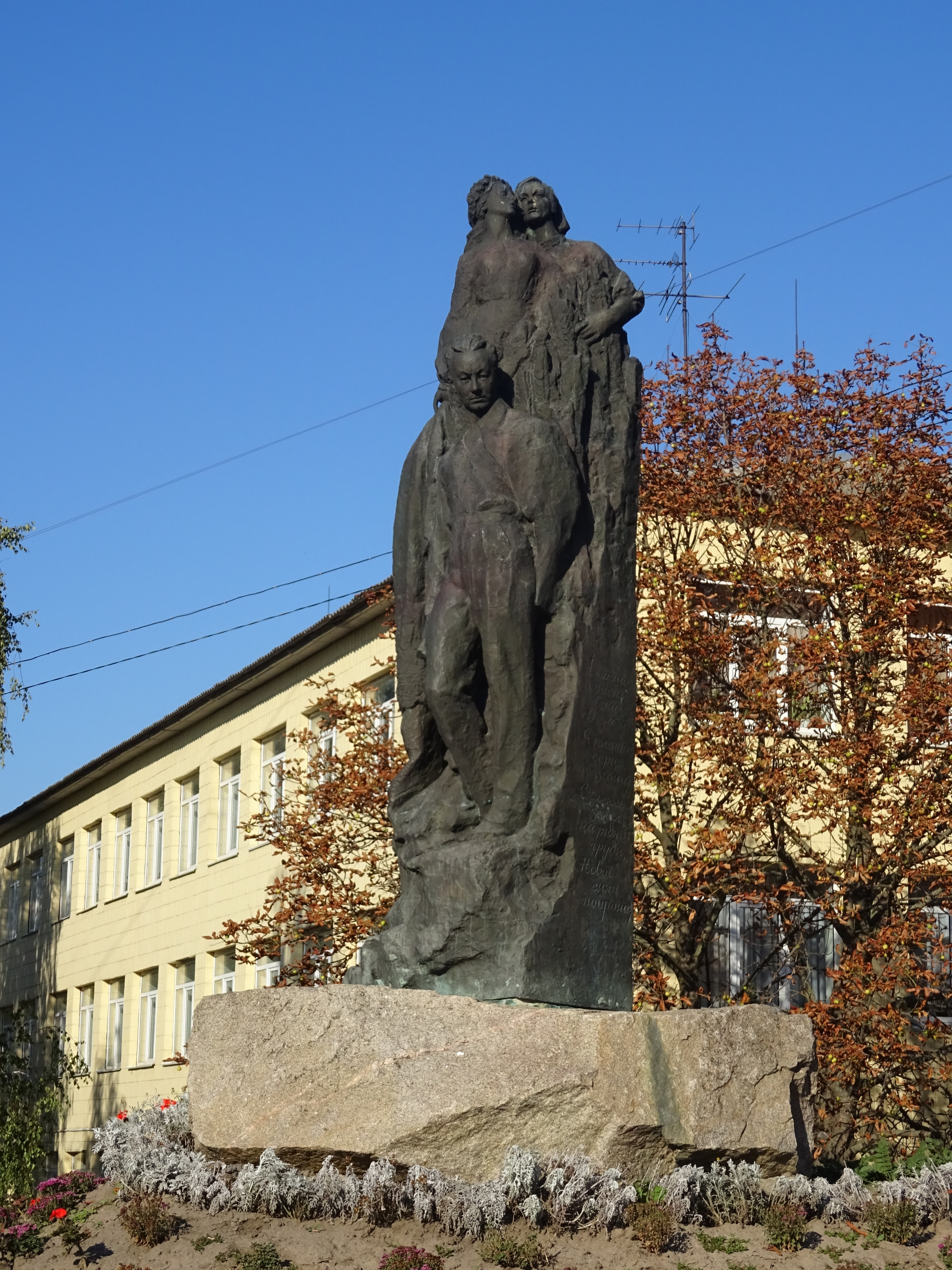
Пам'ятник Андрію Малишку в Обухові
Пам'ятник Андрію Малишку в Києві, 2016
Хата, де пройшло дитинство поета (Обухів, вул. Андрія Малишка), нині музей-садиба
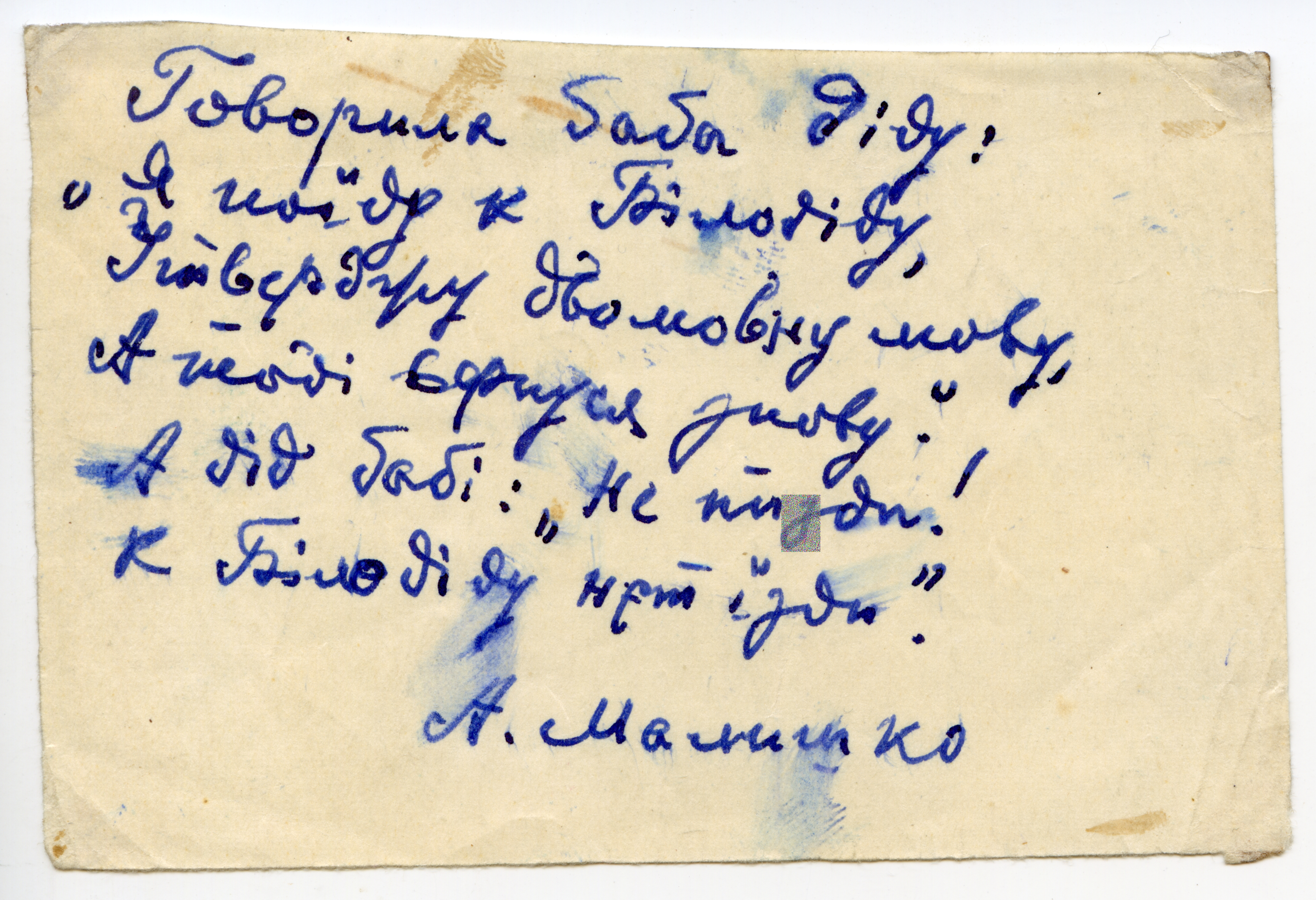
Ремінісценція Андрія Малишка на тему рідної мови
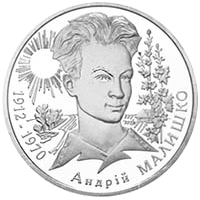
Малишко на реверсі монети НБУ
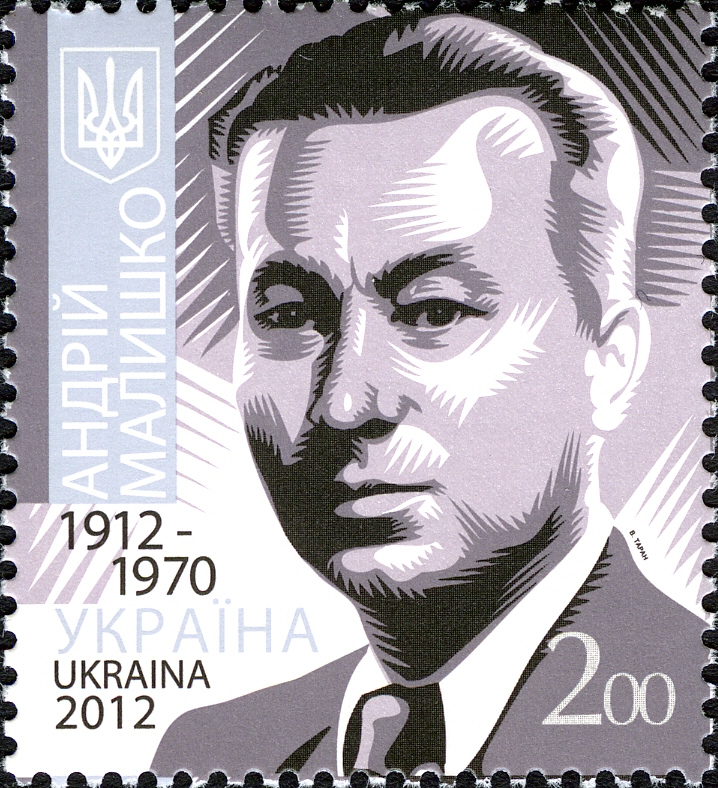
Поштова марка, 2012